# Satoru Yoshida
Satoru Yoshida (吉田 悟 Yoshida Satoru?), född 18 december 1970 i Saitama prefektur, är en japansk före detta fotbollsspelare.
Yoshida började sin karriär 1990 i Nissan Motors (Yokohama Marinos). Med Nissan Motors/Yokohama Marinos vann han japanska ligacupen 1990 och japanska cupen 1991, 1992. 1995 flyttade han till Otsuka Pharmaceutical. Efter Otsuka Pharmaceutical spelade han för Ventforet Kofu. Han avslutade karriären 2001.